# Egernia hosmeri
Egernia hosmeri es una especie de escinco del género Egernia, familia Scincidae. Fue descrita científicamente por Kinghorn en 1955.
Habita en Australia (Territorio del Norte, Queensland). Es principalmente de color marrón rojizo en la parte superior, con manchas más oscuras y más pálidas dispersas a lo largo de la espalda, las piernas y la cola. Tiene la cabeza y el cuello de color marrón oscuro, el abdomen blanco y algunas manchas de color marrón oscuro debajo de la barbilla. La longitud hocico-respiradero (SVl) es de 180 mm, con una cola redonda que se estrecha alrededor del 60 % de la SVL. Está más estrechamente relacionado con Egernia cunninghami, sin embargo, la cola de E. hosmeri es aplanada y más espinosa que la de E. cunninghami.
Es omnívoro y se alimenta de insectos, hojas, brotes y bayas.